# San Andrés Míxquic

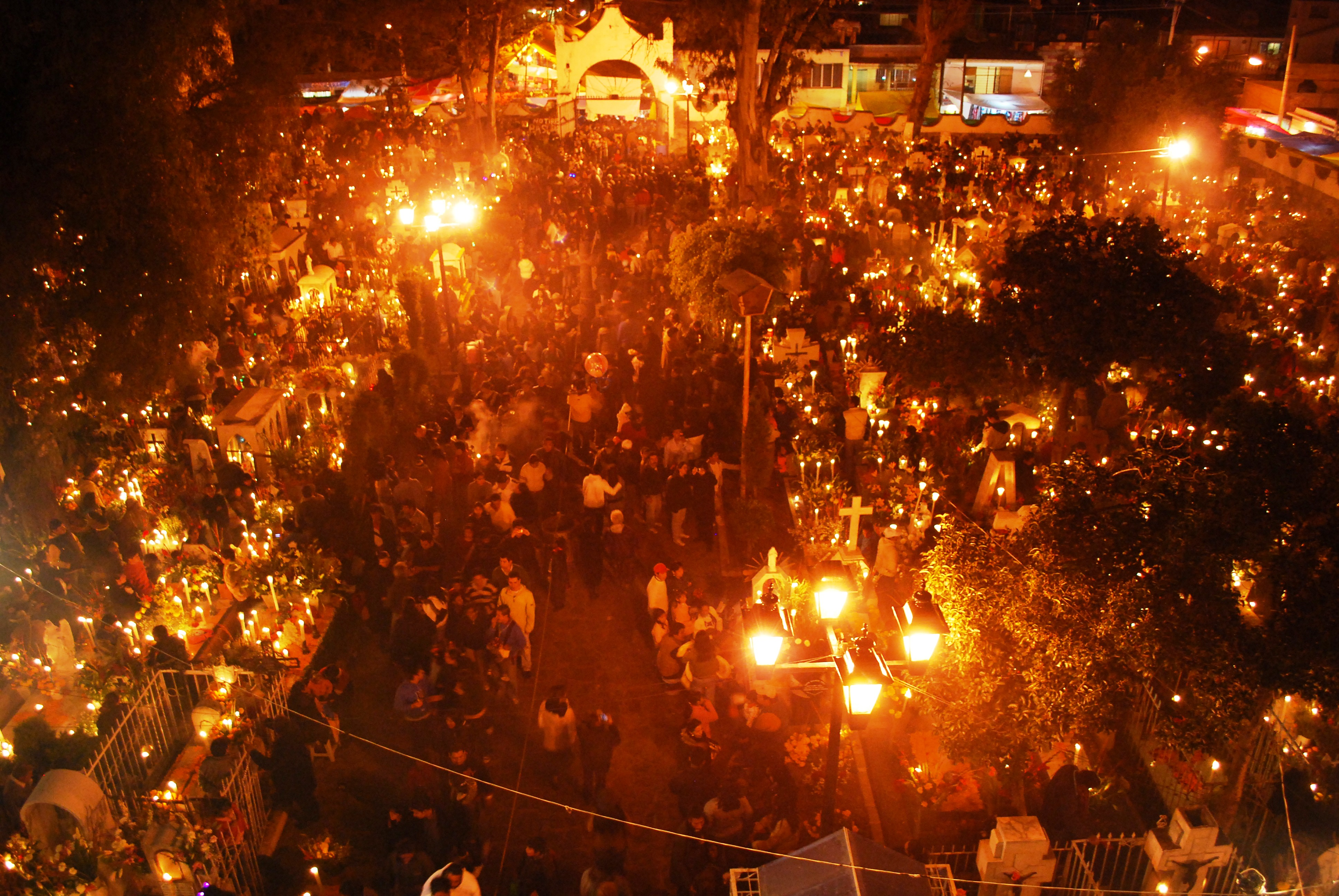
Vista del cementerio de Míxquic desde el templo de San Andrés Apóstol durante el Día de Muertos.

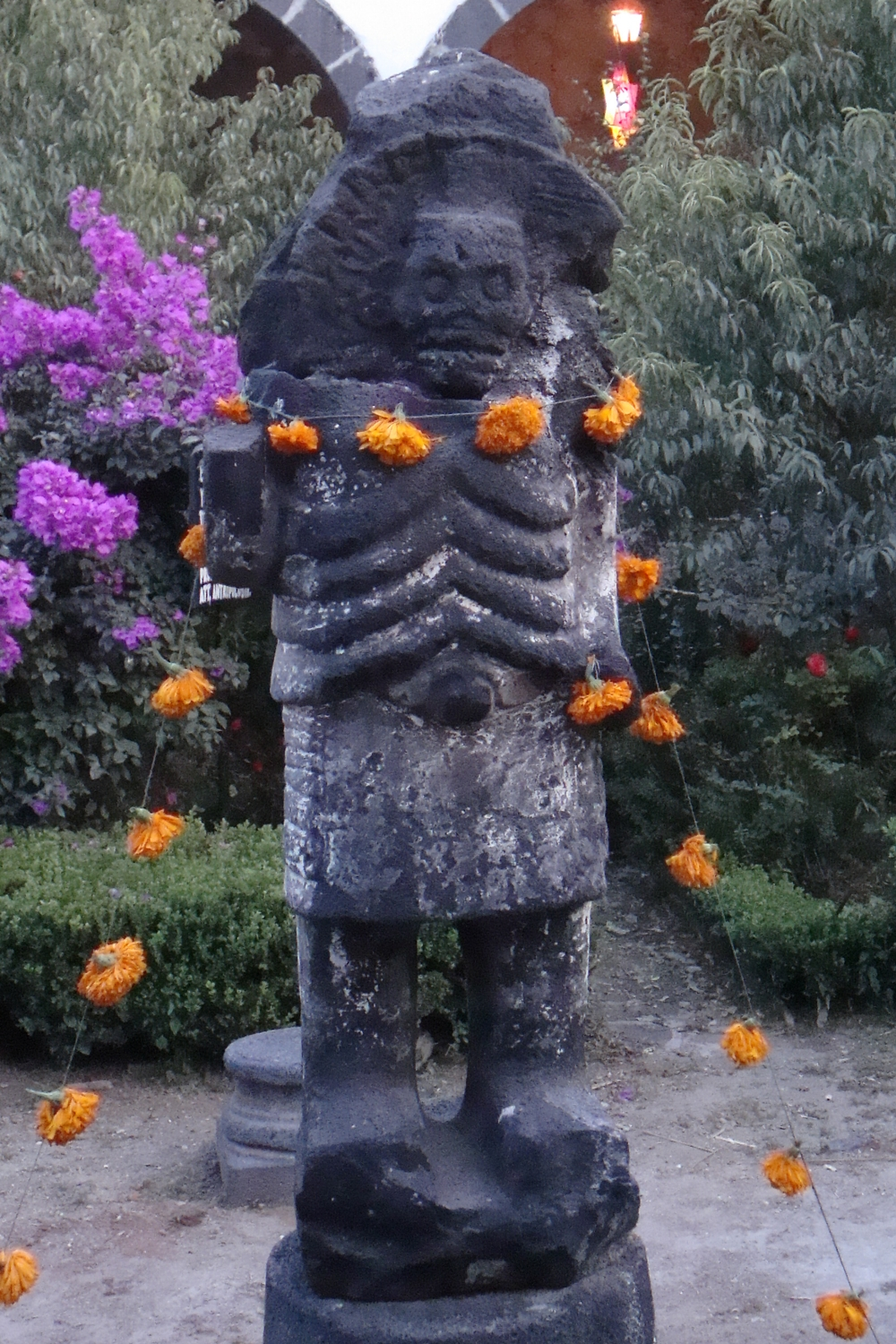
Miktlantekohtli en el patio de lo que fue el convento de San Andrés Apóstol.

San Andrés Mixquic es uno de los siete pueblos originarios de la Alcaldía Tláhuac, en la Ciudad de México, México. Se encuentra en el extremo sudoriental de esa demarcación, en una zona que antiguamente fue una isla rodeada por el lago de Chalco, actualmente desecado y del que quedan únicamente algunos canales. Mixquic es un pueblo que forma parte del polígono de la zona chinampera declarada como Patrimonio de la Humanidad por la UNESCO. Cada año, durante las festividades del Día de Muertos, Mixquic recibe a miles de turistas mexicanos y extranjeros.

## Toponimia
Mixquic proviene de la etimología nahuatl “mizquitl” que significa mezquite y de la posposición “c” que funge como locativo el cual se traduce como “en el”, que en conjunto el significado de Mixquic se traduce del náhuatl al español como “En el mezquite” o “Lugar de mezquites”.

## Historia

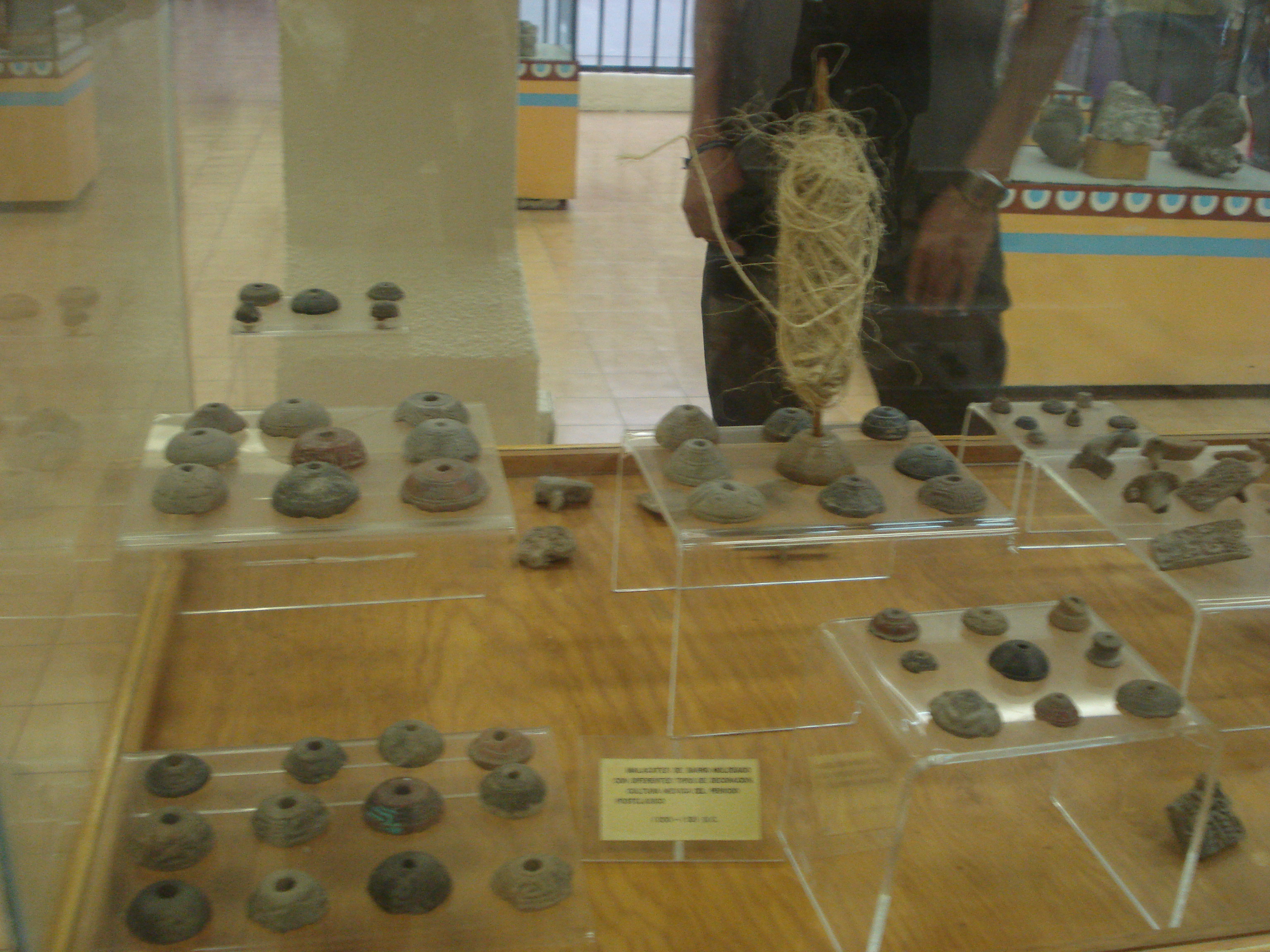
Malacates prehispánicos encontrados en las chinampas de Míxquic.

Mixquic estuvo constantemente en disputa entre los siglos XIII y XV por otras ciudades capitales de la Cuenca de México: los Señoríos de Chalco, Cuitláhuac, Xochimilco, Azcapotzalco y, por último Tenochtitlan, todo esto debido a que Mixquic desde aquella época ha sido un extraordinario productor hortícola, abastecido por las aguas dulces del antiguo Lago de Chalco.
Se tiene registro que los mixquicas engrosaron las filas militares de Hernán Cortés durante su trayecto hacia Tenochtitlan, ayudando a la caída del Gran Señorío.
Fray Jorge de Ávila y fray Gerónimo de San Esteban quienes se encargaron de evangelizar a los habitantes, con ello nombrar al pueblo como San Andrés. Ellos fueron los autores de la construcción del templo iniciándolo entre los años de 1536 y 1537, concluyéndola en 1563, sin embargo un desafortunado evento hace que se derrumbe quedando únicamente la Torre Campanario. Una segunda construcción se inicia en 1620 tan solo a unos cuantos metros de separación.

## Cultura

### Cultura lacustre
Mixquic se fundó en tiempos prehispánicos en un islote dentro del Lago de chalco. Desde entonces tuvo como únicas vías de comunicación caminos lacustres denominados acalotli.
Los mixquicas fueron una de las civilizaciones en desarrollar y perfeccionar la agricultura chinampera, con lo cual llegaron a ser un productor pujante en la región. Fue en 1895 cuando, a raíz de un decreto del General Díaz, se iniciaron las obras de desecación del Lago de Chalco. Pero fue hasta 1949 cuando el pueblo perdió sus cuerpos lacustres. Sin embargo la herencia de la cultura lacustre no ha sido extirpada del todo, pervive en la agricultura chinampera, gastronomía, vocabulario y en el paisaje.

### Zona arqueológica
Esta área se localiza al interior de la Casa Cural, a un costado del templo de San Andrés Apóstol. En el centro de esta zona se rige una escultura (conocida popularmente como Miquiztli con características poco comunes de Mictecacihuatl. Por otro lado, la cabeza es rica en elementos iconográficos, la cual tiene dos rostros: uno vivo y otro muerto, ambos portan una especie de tocado, y sin duda alguna se trata de la dualidad vida-muerte. Cabe precisar que aunque están unidas, la cabeza y el cuerpo pertenecen a diferentes esculturas.
El chacmol de Mixquic presenta características únicas: en las manos porta un téchcatl (piedra de sacrificios) con las medidas muy similares al encontrado en el Templo Mayor de Tenochtitlan.
También se haya dos tlachtemalacatl (aros) del Juego de Pelota, según Raúl Flores Guerrero, con grabados de Tlaltecuhtli devorando al sol.
Así mismo, hay otras dos esculturas cilíndricas con grabados de un personaje desconocido: tiene el cuerpo de una serpiente, su cabeza tiene un pico de águila y un penacho de plumas, Flores Guerrero argumenta que se trata de Xiuhcóatl, la serpiente de fuego
Finalmente en este mismo espacio se resguardan algunos cráneos de piedra que formaron parte del tzompantli.

### Templo de San Andrés Apóstol
El primer momento de la evangelización en Mixquic estuvo a cargo de frailes franciscanos; quienes, sobre las ruinas del antiguo teocalli, iniciaron la construcción del templo dedicado a San Andrés Apóstol y su convento. Posteriormente, en 1537 la obra fue continuada por frailes agustinos; pero a principios del siglo XVII se derrumba quedando en pie únicamente la torre campanario y la portería del convento. En 1620 se reinició la construcción concluyéndola después de 1810.
La fachada de este templo es sobria, destacan cinco nichos y un rosetón como ventana. La planta es basilical con tres naves, cerrada con bóvedas de arista decorada con hoja de oro sobre yeso. Se tiene conocimiento que los flamantes artistas Francisco Morales y Simón de Pereyns trabajaron en el retablo de Mixquic.
Finalmente, durante los siglos mencionados, los mixquicas contribuyeron con mano de obra en la edificación de la Catedral de México.

### Los Jubileos o iubilaeus
Una de las festividades en la que los habitantes de Mixquic ponen mucho esfuerzo, dedicación y sobre todo corazón es la celebración del Santo Jubileo. Es una celebración anual en la que se refuerzan los lazos de identidad en los barrios del pueblo, así mismo los lazos de compadrazgo con los barrios de San Nicolás Tetelco y San Juan Tezompa, dos pueblos aledaños a Mixquic.
La palabra Jubileo proviene del latín iubilaeus, que en hebreo es yobel y significa “carnero”. Cuando el pueblo hebreo celebraba el jubileo se hacia resonar una trompeta hecha con el cuerno de un carnero. Anunciaba “el gran año” el que se celebraba cada cincuenta años, al final de las “siete semanas” de años, es decir, siete veces siete años: el Jubileo (Pieltro 200:2)En la biblia se habla de jubileo en el código de la alianza; el año sabático y el Jubileo; y el año de la remisión. Define a un Jubileo como un tiempo litúrgico de perdón, reconciliación, reconstrucción y recomienzo. El pueblo hebreo celebraba el Jubileo cada siete años haciendo alusión a los días que Yavhe se tardó en crear el mundo y su descanso en el séptimo. 

El Papa Bonifacio VIII el 22 de febrero de 1300 en la basílica de San Pedro proclama:
Todo año 1300 y todo año santísimo será santo, y se concederá indulgencia plena a las personas que visiten en peregrinación las capillas de San Pedro y San Pablo. Para el año 1400 se empezó a celebrar cada 25 años.(Paltro 2000:11)
El santo Jubileo es una herencia de los primeros evangelizadores en la zona, aunque con el paso del tiempo ha tomado diferentes formas, tiempos y significados, así mismo se han venido integrando elementos de la modernidad actual. Sin embargo la esencia no se ha perdido ni el objetivo por el cual se hace ni la función social en un tiempo litúrgico como es antes de la semana mayor.
En Mixquic es imposible separar el festejo del Santo Jubileo y el papel de los comisionados y sociedad de señoritas y jóvenes. 

Mixquic celebra no solo un jubileo sino varios, según los lugareños cada barrio celebra el suyo, es por eso que en este poblado se refiere al jubileo en plural: los jubileos.
Cada barrio dedica tiempo a la celebración de su jubileo. El que da comienzo es San Miguel, seguido de San Bartolomé y los Reyes, finalmente San Agustín se incorpora al festejo.
Uno de los primeros momentos del jubileo de cada barrio es la "panceada", consiste en una cena en casa del presidente de los comisionados, se da de cenar a toda persona que se acerque a festejar. La banda de música, acompañan la cena, por eso los señores se dedican a recaudar los domingos en las casas del barrio.
Es la panceada donde se hace alarde de los lazos de compadrazgo que se tienen con los pueblos vecinos, así mismo de la cooperación de cada barrio y hasta generosidad del presidente de los comisionados, pues es esta última persona quien se compromete a conducir la fiesta. A la panceada llegan personas tanto de Mixquic como de los pueblos invitados.

Las comisiones son una institución cívico-religiosa, pues arregla asuntos de la iglesia y es el vínculo entre ella y el estado. Es una institución que a perdurado pese a los embates de la modernidad, perdura como una organización de carácter colectivo y comunal. El Santo Jubileo es uno de los procesos que demuestra las estrategias de resistencia que desarrolla el pueblo ante nuevas formas de organización política que se están gestando.
Después de la panceada se lleva a San Miguelito a la iglesia y se hacen dos misas: una por la tarde y otra por la mañana y un rosario entre misa y misa, el santísimo queda expuesto todo el día y la banda de música toca en la plaza.
Para que lo anterior se logre las comisiones trabajan conjuntamente
Los jóvenes son encargados de la cohetería, la sociedad de señoritas de las flores y el arreglo de las calles y capillas, los señores de la banda y las señoras, esposas de los comisionados se encargan de la comida.
La organización comunitaria descansa en los ceremoniales religiosos, a la vez que compromete a los individuos con valores comunes, en este caso el santo de cada barrio, son estos los que representan su unidad. Son los santos los que mueven a que las comisiones se organicen para cada festividad y es que hay una suerte de deuda con él, a él se le debe la protección del barrio durante el año y es por él que se organiza el barrio.

Pareciera que las comisiones no obtienen remuneración alguna, sin embargo si la hay.
San Agustincito nos compensa, además aprendemos a acercarnos más a Dios, Dios nos da la salud, y por él estamos aquí haciendo su fiesta.
La mejor recompensa que los santos les da a los comisionados según estos mismos es el bienestar de ellos y su familia pero al mismo tiempo los comisionados crean redes sociales expresadas en ayuda mutua, por ejemplo: cuando las esposas de los comisionados hacen la panceada acude más gente del barrio a ayudarle, pues es trabajo de todo el barrio porque el santo les protege a todos. La panceada en cada barrio es solo el inicio de la celebración, después viene el momento cumbre y dónde se encuentra la esencia del Jubileo: la procesión; Consiste en pasear al santísimo (símbolo de unidad y según el dogma católico el cuerpo de Cristo) por las calles principales del pueblo, esto con el fin de que derrame bendiciones a los habitantes. 
Una vez terminada la procesión el santísimo es llevado por el párroco retorna a la Parroquia junto con la imagen de San Andrés, patrono del pueblo. Las imágenes de los pueblos visitantes son despedidas a la salida del pueblo por la gente e imagen del barrio que fueron invitadas. Es aquí donde cada barrio con gran algarabía agradece al pueblo o barrio que invito el haber asistido un año más a celebrar los jubileos junto con él. De igual manera el pueblo o barrio invitado agradece la invitación con un discurso. Todos bailan al ritmo de la banda, agitan los estandartes o bailan la imagen de su santo patrono. Un año más se refuerzan los lazos de compadrazgo e identidad.
Los Toritos
Cuando ya todos los barrios invitados se retiraron es hora de que los cuatro barrios principales de Mixquic hagan alarde de sus juegos pirotécnicos, salen desfilando castillos, toritos, palomas, etc., entrada ya la media noche se prenden uno por uno y corren alrededor de la plazuela del pueblo, haciendo correr a cuanta gente se pueda, suele pasar que los habitantes de pueblos vecinos acudan a celebrar el cierre de los jubileos de esta forma. El cierre se prolonga hasta altas horas de la madrugada, llegan ambulancias, patrullas y demás apoyo que brinda la delegación Tláhuac.
Los toritos son la última etapa de la celebración, aunque no se duda de que se lleve a cabo un ritual tipo tornafiesta.
Es así como termina una celebración religiosa popular de Mixquic, de la que mucha gente se ocupa y pone todo de sí por que todo salga bien, favoreciendo la construcción de referentes culturales comunitarios básicos, la recreación de un origen común y una memoria colectiva, Además de delimitar un territorio simbólico con los pueblos que lo acompañan al mismo tiempo que un fundamento sagrado (San Andrés).

### Yanco (1960)
Hace un poco más de 50 años, en el sexenio del presidente don Adolfo López Mateos aparece en San Andrés Míxquic, delegación Tláhuac, el controvertido director de cine Servando González, quien al admirar los singulares paisajes naturales del pueblo queda atónito al observar toda una extensa zona lacustre en la cual se desplazaban en las profundidades de los canales y “ojos de agua” una variedad de animales: ranas, sapos, ajolotes y carpas. 
Esto fue el factor determinante que llevó a Servando González a filmar la película “Yanco”, basada en el cuento “El violín de Yanco” del escritor Henryk Sienkiewicz. 

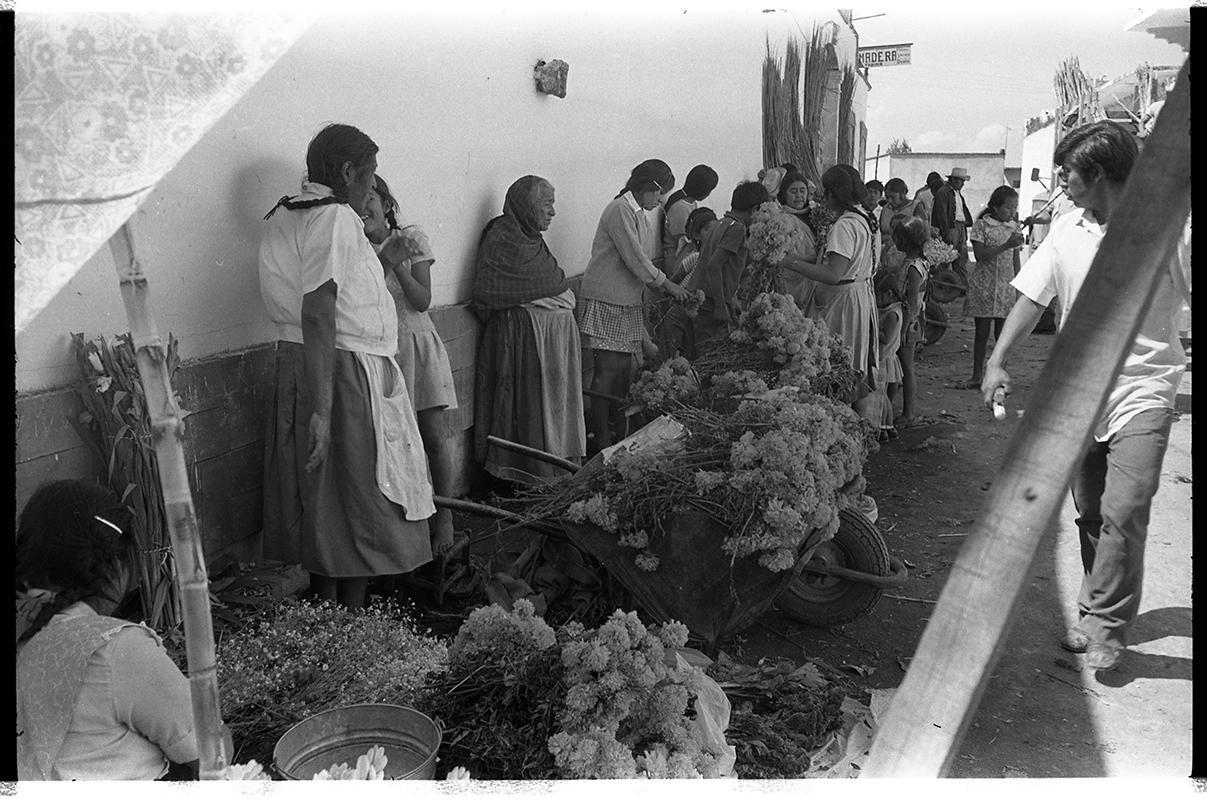
Día de muertos en Mixquic, 1973.

También aparece el antiguo tianguis de Chalco, estado de México que aún disfrutamos los días viernes, entre otros lugares del sureste de este Valle de México. A todo esto nos da gusto saber que “Yanco” fue vista y aplaudida en muchos lugares del mundo acumulando un total de 27 premios a nivel internacional. 
Servando González estuvo trabajando en esta película a lado del talentoso Alex Phillips con la fotografía, la música fue de Gustavo César Carrión y el guion fue basado –como se había dicho anteriormente- en el cuento de El violín de Yanco del polaco Henryk Sienkiewicz, quién obtuvo el premio Nobel en literatura en el año de 1905.

### Día de Muertos

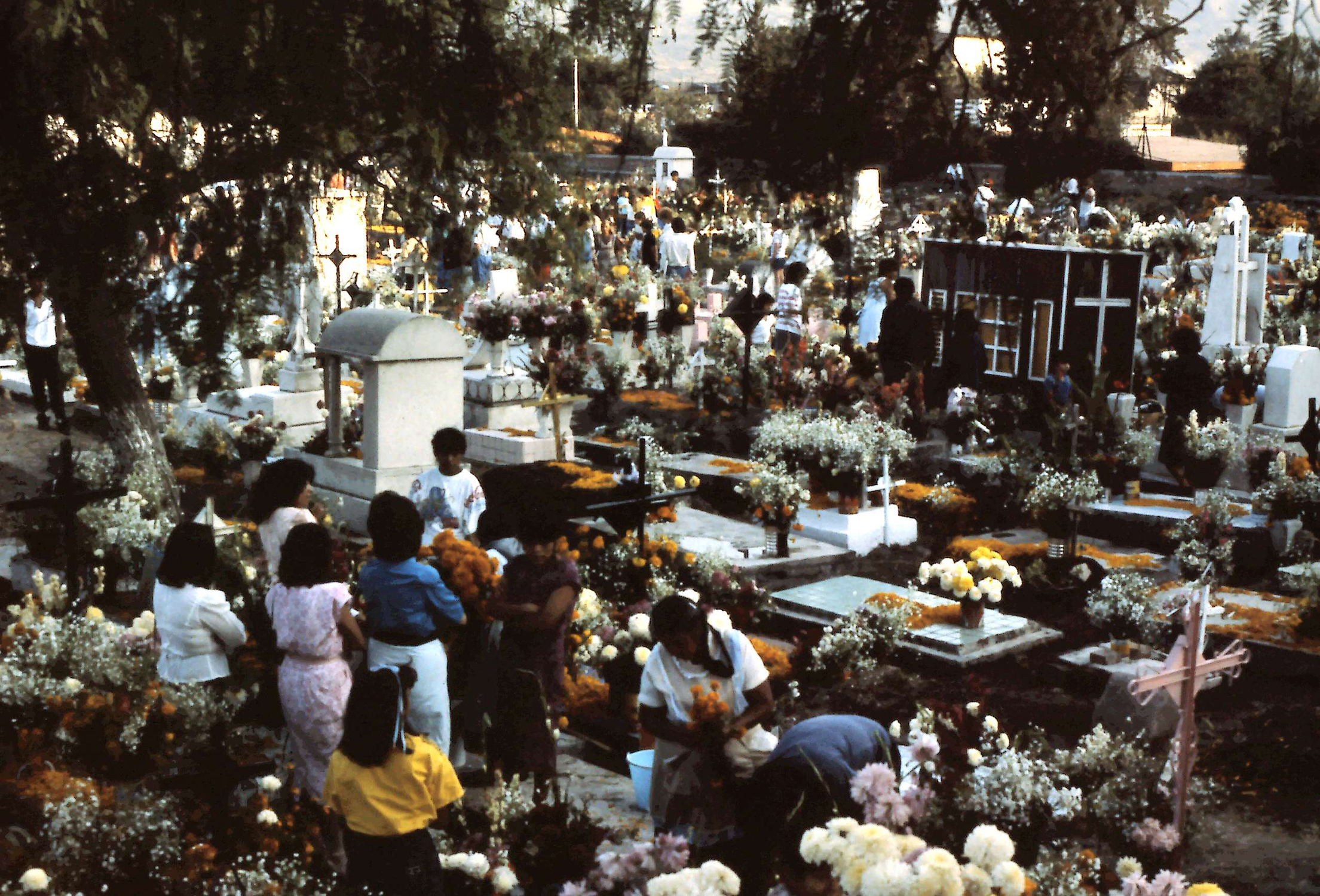
Día de Muertos en el Panteón de San Andrés Mixquic, 1989

En Míxquic, los eventos relacionados con el Día de Muertos comprenden exhibiciones de danza y teatro, conciertos al aire libre y en el interior del templo de San Andrés Apóstol, proyecciones de cine, al igual que se lleva a cabo el juego de pelota prehispánico, así como recorridos en canoa por los canales de chinamperias,  y una gran vendimia popular en las calles del pueblo. En las casas de los habitantes y en los edificios públicos del lugar se montan ofrendas dedicadas a la memoria de los difuntos, que están compuestos de diversas frutas, alimentos, papel picado, cempasúchil y otras flores, pan de muerto, calaveritas de azúcar, velas y otros elementos que son tradicionales de estas devociones. En toda la delegación se observa la misma tradición, que se comparte con los pueblos de Milpa Alta (particularmente San Antonio Tecómitl) y con San Lorenzo Tezonco, en Iztapalapa. En los pueblos de San Nicolás Tetelco y San Juan Ixtayopan se confeccionan tapetes de aserrín para acompañar las ofrendas.